# Paratrigona peltata
Paratrigona peltata är en biart som först beskrevs av Maximilian Spinola 1853.  Paratrigona peltata ingår i släktet Paratrigona och familjen långtungebin. Inga underarter finns listade i Catalogue of Life.